# César Schroevens
César Schroevens (né à Anvers le 25 février 1884, mort à Bruxelles en 1972) est un sculpteur belge.

## Biographie
Né à Anvers en 1884, César Schroevens est l'élève du sculpteur Frans Joris à l'académie de sa ville natale puis de son oncle Jef Lambeaux dans l'atelier duquel il travaille un temps avant de s'installer à Bruxelles, où il lui arrive de franciser son nom en Schrouvens ou Scrouvens.
Il participe à divers salons où il rencontre le succès avec, entre autres, les bustes de personnalités de l'époque comme le poète Émile Verhaeren (1918) et Jef Lambeaux déjà cité. Il remporte le troisième prix de Rome belge en 1920 et est appelé à réaliser la décoration sculpturale du foyer de l'opéra d'Anvers.
Son buste de Verhaeren fut acquis par la ville de Paris en souvenir du poète et inauguré en 1927 dans le petit square André-Lefèvre qui jouxte l'église Saint-Séverin.
Il existait un autre buste en bronze de Verhaeren dans le jardin de l'Hôtel-de-Ville de Rouen (1928). Fondu en 1941 sous l'Occupation, il fut remplacé en 1948 par une copie réalisée par Henri Lagriffoul.
Schroevens meurt à Bruxelles en 1972.

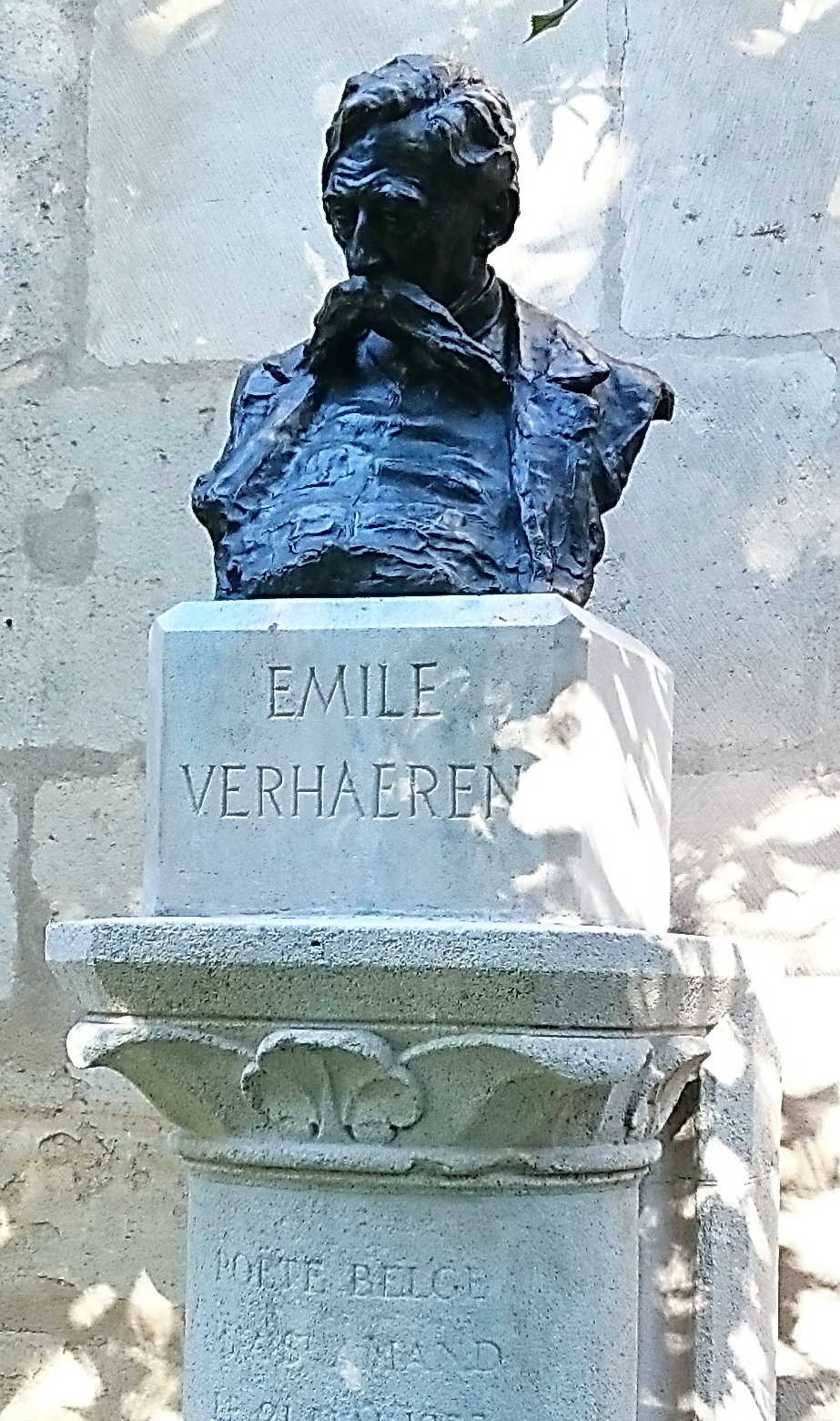
Buste du poète belge Émile Verhaeren à Paris.